# Geneva (Minnesota)
Geneva è un comune degli Stati Uniti d'America, situato nello Stato del Minnesota, nella Contea di Freeborn.